# Michelbach-le-Bas
Michelbach-le-Bas település Franciaországban, Haut-Rhin megyében. Lakosainak száma 709 fő (2022. január 1.). Michelbach-le-Bas Blotzheim, Brinckheim, Kappelen, Ranspach-le-Bas, Attenschwiller és Hésingue községekkel határos.

## Népesség
A település népességének változása:
| Lakosok száma | 722  | 706  | 697  | 696  | 697  | 701  | 705  | 709  |
|               | 2013 | 2015 | 2017 | 2018 | 2019 | 2020 | 2021 | 2022 |